# Státní poznávací značky ve Švýcarsku

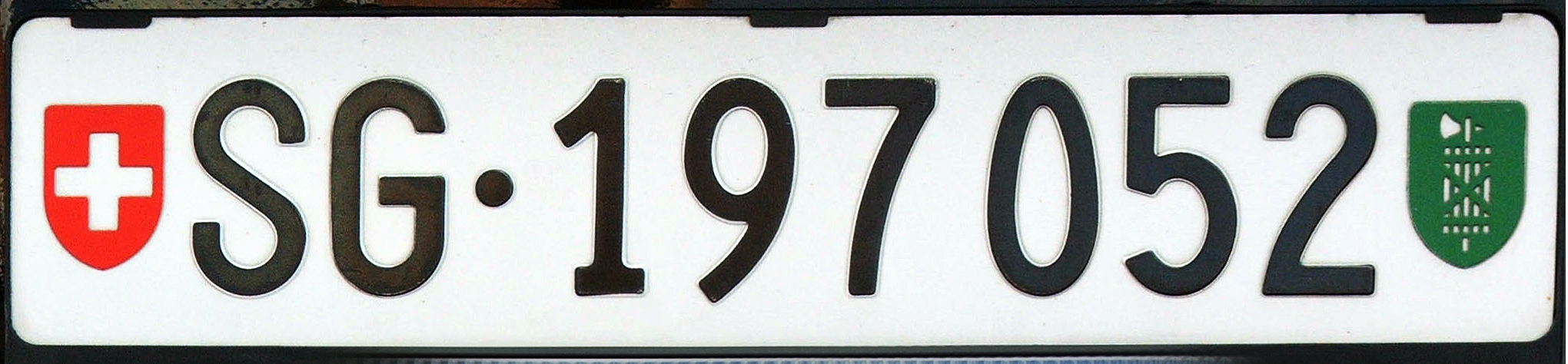
Běžná poznávací značka kantonu St. Gallen

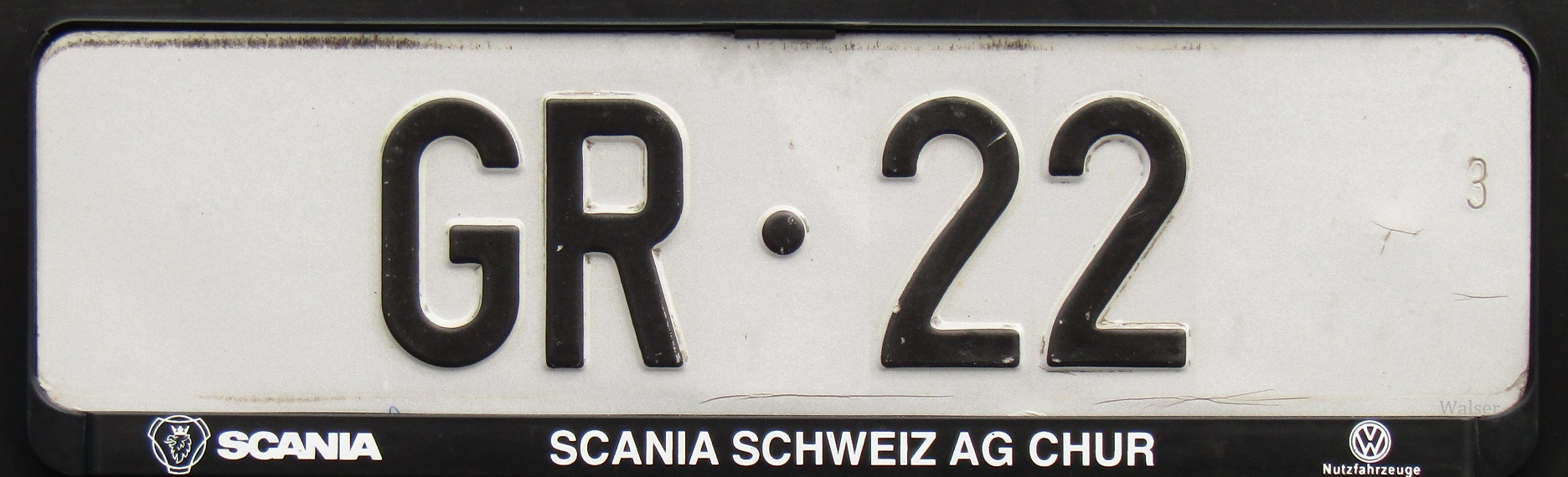
Přední poznávací značka malého formátu (kanton Graubünden)

Státní poznávací značky ve Švýcarsku (německy Kontrollschild im Schweiz) jsou vydávány ve tvaru, sestaveném ze tří až osmi alfanumerických znaků. Jedná se o 2 písmena (kód příslušného kantonu) a 1–6 číslic.
Švýcarská poznávací značka se skládá z dvoumístné abecední zkratky kantonu a až šestimístného čísla. Na zadní registrační značce je rovněž vyobrazen švýcarský státní znak a znak příslušného kantonu. Zadní registrační značky lze požadovat v širokém jednořádkovém, nebo vyšším dvouřádkovém formátu.
Značky jsou přiděleny držiteli, nikoli vozidlu. Na požádání je lze použít také jako výměnné značky pro maximálně dvě vozidla. Pokud držitel změní vozidlo, je po přeregistraci na nové vozidlo umístěna stejná registrační značka. Pokud majitel již nové vozidlo neregistruje, vrací registrační značku orgánu, který ji vydal. V závislosti na kantonu zůstává po určitou dobu vyhrazena pro předchozího majitele (tato rezervace může být za poplatek prodloužena o několik let).

## Historie

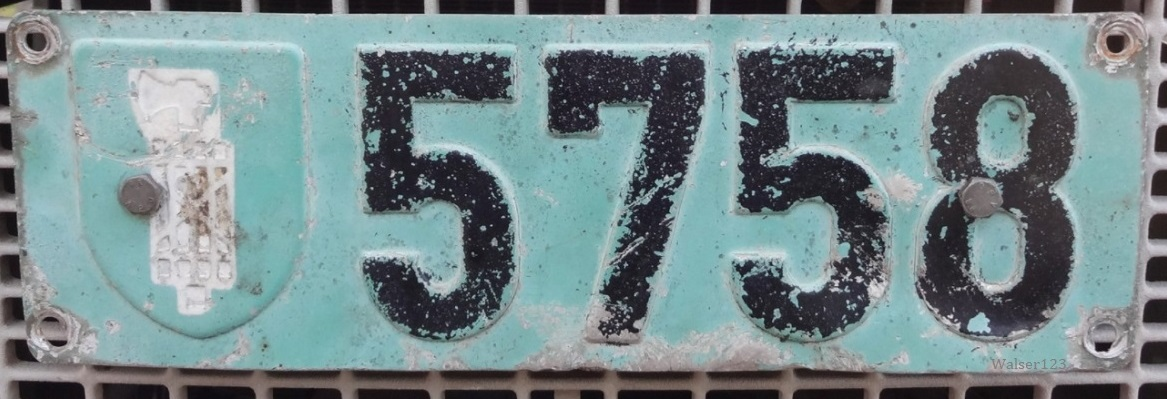
Historická poznávací značka kantonu St. Gallen (varianta pro traktor)

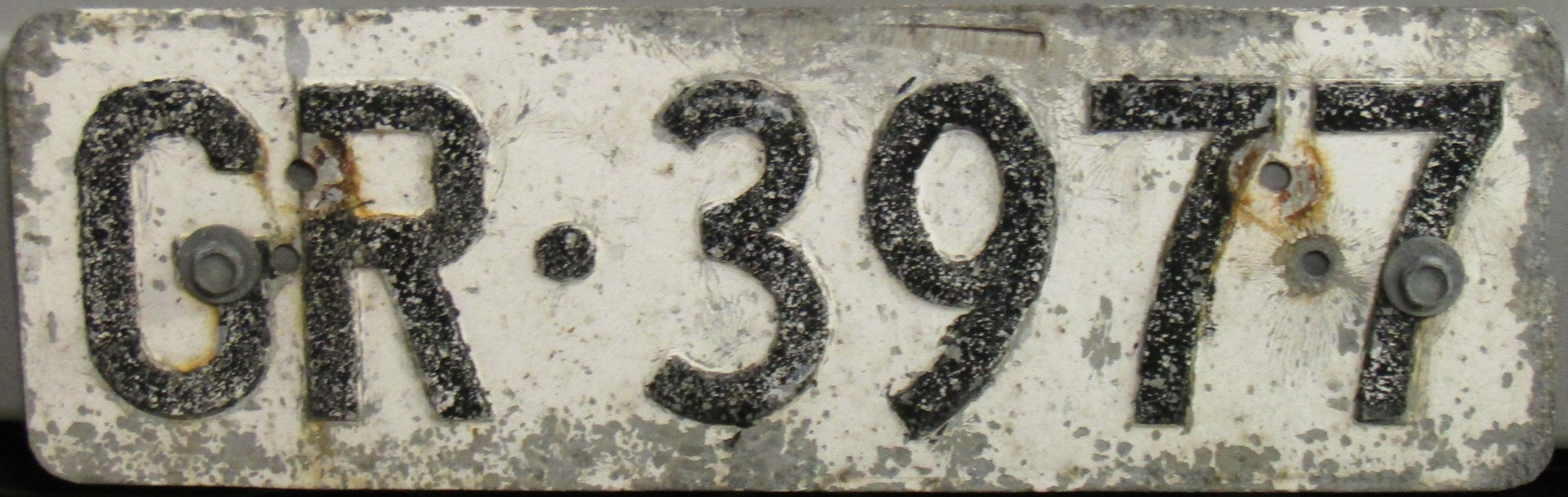
Historická poznávací značka kantonu Graubünden

- V roce 1894 stanovil kanton Basilej-město, že registrační značky pro jízdní kola musí být připevněny i na motorových vozidlech.
- V roce 1901 vydal kanton Lucern první poznávací značky pro motorová vozidla.
- V roce 1902 kanton Curych nařídil, že motorová vozidla musí mít vpředu i vzadu registrační značku.
- V roce 1905 kantony rozhodly o rozdělení čísel podle níže uvedeného schématu. Tabulky byly černé s bílými znaky.

| 1–1000    |  | Zürich    | 3401–3800 |  | Fribourg               | 5801–6000 |  | Graubünden      |
| 1001–2200 |  | Bern      | 3801–4100 |  | Solothurn              | 6001–6400 |  | Aargau          |
| 2201–2600 |  | Luzern    | 4101–4600 |  | Basel-Stadt            | 6401–6700 |  | Thurgau         |
| 2601–2700 |  | Uri       | 4601–4800 |  | Basel-Landschaft       | 6701–7100 |  | Ticino          |
| 2701–2900 |  | Schwyz    | 4801–5000 |  | Schaffhausen           | 7101–8000 |  | Vaud            |
| 2901–3000 |  | Obwalden  | 5001–5200 |  | Appenzell Ausserrhoden | 8001–8400 |  | Valais / Wallis |
| 3001–3100 |  | Nidwalden | 5201–5300 |  | Appenzell Innerrhoden  | 8401–8800 |  | Neuchâtel       |
| 3101–3300 |  | Glarus    | 5301–5800 |  | St. Gallen             | 8801–9999 |  | Genève          |
| 3301–3400 |  | Zug       |           |  |                        |           |  |                 |

- V roce 1911 byla přidělená čísla částečně vyčerpána, a proto bylo přidáno písmeno jako přípona.
- V roce 1922 se v některých kantonech začaly vyrábět tabulky v bílé barvě s černým písmem, protože byly méně náchylné na znečištění.[1]

## Současný systém

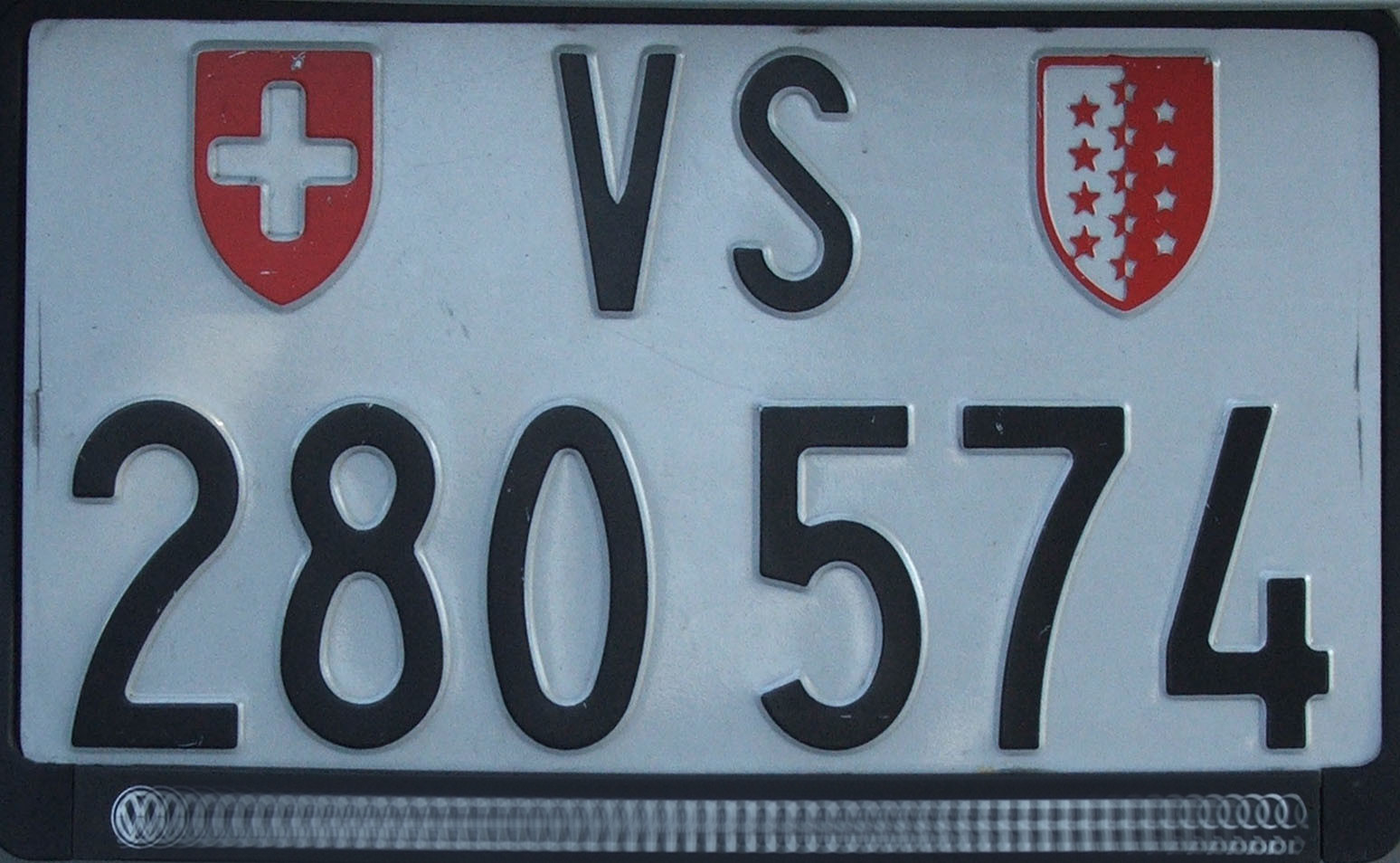
Poznávací značka v dvouřádkovém formátu (kanton Valais)

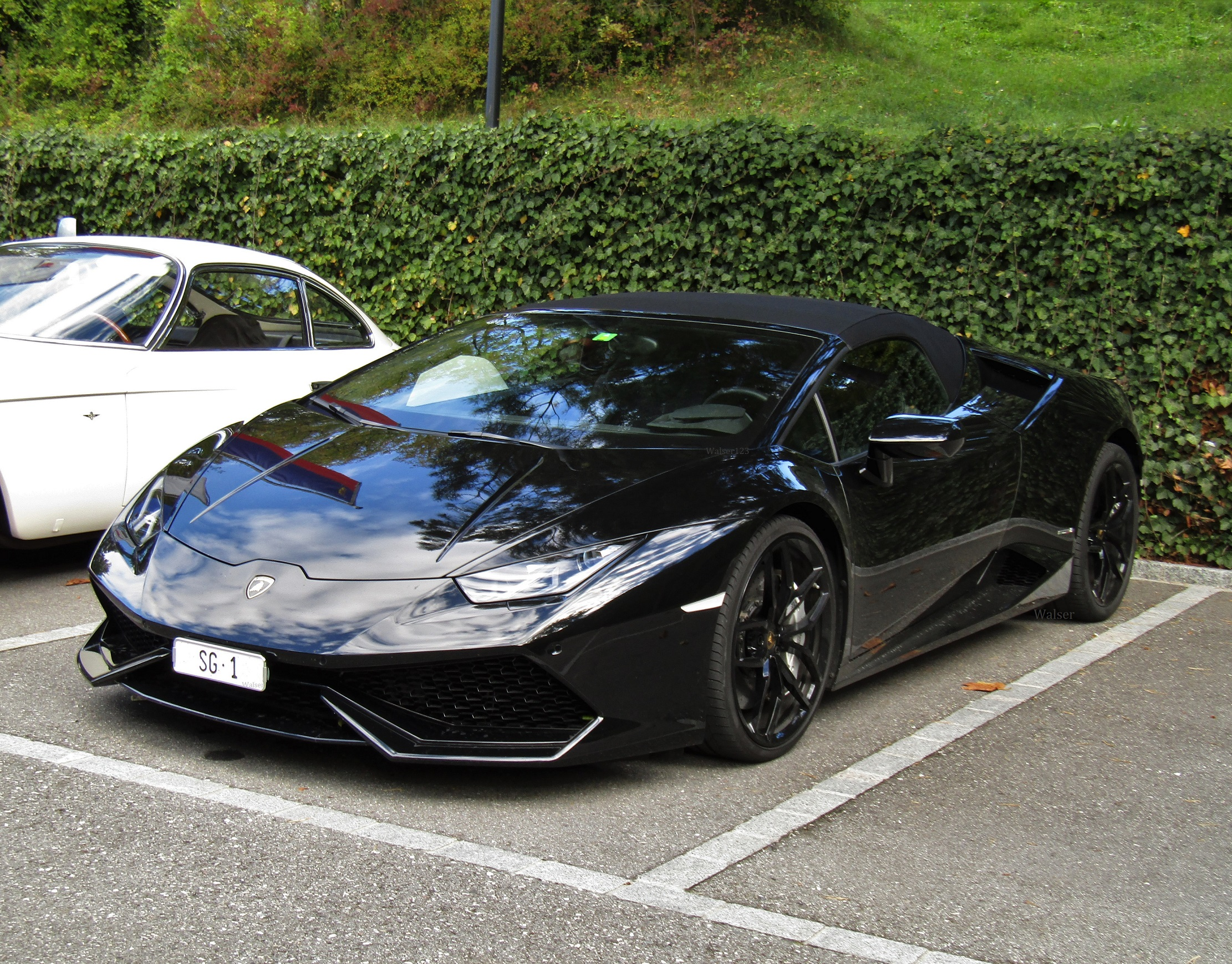
Automobil s poznávací značkou SG 1

V roce 1933 byly přidělené číselné bloky vyčerpány, a to i s příponami, a byly zavedeny poznávací značky, které platí do současnosti. Přední poznávací značky měly původně rozměr 38 × 11 cm, od roku 1972 mají současný formát (30 × 8 cm). Až do roku 1959 byly zadní registrační značky k dispozici pouze ve formátu na výšku (31 × 24 cm). Od roku 1959 byly zadní registrační značky na přání vydávány také v širokém, podlouhlém formátu. Ty měly původně rozměry 44 × 11 cm, později 38 × 11 cm. Od roku 1987 mají současný formát (50 × 11 cm). Zadní registrační značky ve formátu na výšku existují v současné podobě (30 × 16 cm) od roku 1972.
Motorová vozidla musí mít přední a zadní registrační značku vyrobenou z hliníkového plechu. Výjimku tvoří přívěsy, motocykly a malé motocykly, sněžné skútry, malá a lehká motorová vozidla, zemědělská vozidla a jednostopá motorová vozidla. Ty mají pouze jednu zadní registrační značku (s výjimkou zemědělských vozidel, která mají zpravidla pouze jednu přední značku, která může být dle možností umístěna na přední, i na zadní části vozidla).
Podmínky oběhu jednotlivých značek se v jednotlivých kantonech mohou značně lišit. V některých kantonech se vrácené poznávací značky po uplynutí příslušné doby vracejí zpět do oběhu. V jiných kantonech, například v kantonu Ženeva, se vydávají vždy nová pořadová čísla. V některých kantonech je povolena personalizace poznávacích značek mimo po sobě jdoucí čísla. V některých kantonech je také možné obchodovat s pětimístnými a vícemístnými čísly, zatímco jedno- až čtyřmístná čísla se mohou pouze dědit.
V posledních letech přešlo mnoho kantonů k prodeji vrácených registračních značek se zvláště nízkými čísly (jedno až čtyřmístnými) nebo se zvláště zapamatovatelnými čísly (např. 100 000 nebo 22333) za určité zvýšené poplatky nebo nejvyšším nabídkám. Mnoho kantonů k tomuto účelu používá příslušné internetové portály. Například v kantonu St. Gallen musel hasičský sbor města St. Gallen vrátit čísla SG 1 až SG 20, aby mohla být vydražena zájemcům s nejvyšší nabídkou. Poznávací značka SG 1 byla vydražena za 135 000 švýcarských franků. Dražba slouží k vylepšení finančního rozpočtu kantonu. V roce 2017 vydražil jistý podnikatel z kantonu Valais číslo VS 1 za 160 100 franků.
Při změně majitele vozidla se po změně registrace na nové vozidlo namontuje stejná registrační značka, takže je možné zakoupit i nové vozidlo a ihned si jej odvézt s vlastními registračními značkami (pokud byla pojišťovna předem telefonicky informována). Doklady o registraci nového a starého vozidla se poté zašlou poštou na příslušný dopravní úřad a majitel obdrží nové doklady poštou po několika dnech. Během přechodného období lze nové vozidlo provozovat bez úředních dokladů, je však nutné mít u sebe zvláštní doklad (zdarma dostupný na internetu), který je nutné předložit v případě policejní kontroly. Tento postup je však povolen pouze ve Švýcarsku a Lichtenštejnsku. Jízda do jiných zemí se nedoporučuje, pokud nejsou k dispozici žádné doklady k vozidlu.

## Typy značek
| Ukázka | Typ vozidla / Použití | Formát přední značky | Formát zadní značky       |
| ------ | --- | -------------------- | ------------------------- |
|        | Motorová vozidla a přívěsy | 300 × 80 mm          | 500 × 110 mm 300 × 160 mm |
|        | Pracovní vozidla | 300 × 80 mm          | 500 × 110 mm 300 × 160 mm |
|        | Zvláštní vozidla (např. stavební stroje)                                                                                       | 300 × 80 mm          | 500 × 110 mm 300 × 160 mm |
|        | Zemědělská vozidla | 300 × 80 mm          | -                         |
|        | Motocykly, mopedy a tříkolky                                                                                                   | -                    | 180 × 140 mm              |
|        | Malé motocykly a lehká motorová vozidla                                                                                        | -                    | 180 × 140 mm              |
|        | Motocykly (mopedy), elektrokola nad 25 km/h a motorová vozítka nad 20 km/h                                                     | -                    | 100 × 140 mm              |
|        | Vozítka Segway | -                    | 100 × 140 mm              |
|        | Vojenská vozidla | 300 × 80 mm          | 500 × 110 mm 300 × 160 mm |
|        | Třetí dodatková tabulka registrační značky pro motorová vozidla s namontovaným zadním nosičem; tato třetí tabulka je nepovinná | 300 × 80 mm          | 500 × 110 mm 300 × 160 mm |

## Kódy kantonů
| Schéma | Schéma  | Znak | Kanton                           |
| ------ | ------- | ---- | -------------------------------- |
| AG     | XXX XXX |      | Aargau                           |
| AR     | XX XXX  |      | Appenzell Ausserrhoden           |
| AI     | XX XXX  |      | Appenzell Innerrhoden            |
| BL     | XXX XXX |      | Basel-Landschaft                 |
| BS     | XXX XXX |      | Basel-Stadt                      |
| BE     | XXX XXX |      | Bern                             |
| FR     | XXX XXX |      | Fribourg / Freiburg              |
| GE     | XXX XXX |      | Genève                           |
| GL     | XX XXX  |      | Glarus                           |
| GR     | XXX XXX |      | Graubünden / Grigioni / Grischun |
| JU     | XX XXX  |      | Jura                             |
| LU     | XXX XXX |      | Luzern                           |
| NE     | XXX XXX |      | Neuchâtel                        |
| NW     | XX XXX  |      | Nidwalden                        |
| OW     | XX XXX  |      | Obwalden                         |
| SH     | XX XXX  |      | Schaffhausen                     |
| SZ     | XXX XXX |      | Schwyz                           |
| SO     | XXX XXX |      | Solothurn                        |
| SG     | XXX XXX |      | St. Gallen                       |
| TI     | XXX XXX |      | Ticino                           |
| TG     | XXX XXX |      | Thurgau                          |
| UR     | XX XXX  |      | Uri                              |
| VD     | XXX XXX |      | Vaud                             |
| VS     | XXX XXX |      | Valais / Wallis                  |
| ZG     | XXX XXX |      | Zug                              |
| ZH     | XXX XXX |      | Zürich                           |

## Značky pro zvláštní použití

### Poznávací značky pro prodejce automobilů

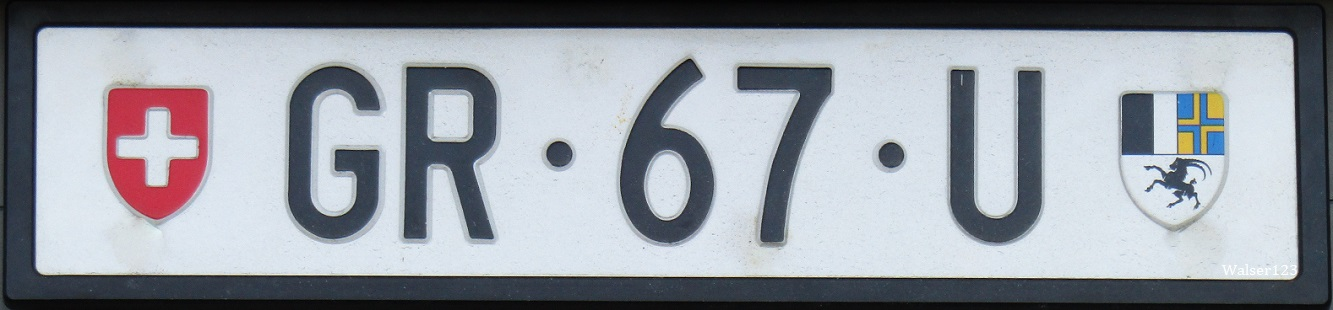
Poznávací značka pro prodejce automobilů (kanton Graubünden)

Poznávací značky pro prodejce automobilů (hovorově „garážová čísla“ nebo také „U-čísla“) jsou k dispozici pouze registrovaným prodejcům automobilů a opravnám. Tato čísla lze krátkodobě použít pro všechna motorová vozidla pro zkušební jízdy a převozy vozidel bez ohledu na výkon motoru a emise. Jízda po dálnici bez dálniční známky je povolena i pro vozidla schopná jízdy po dálnici, nikoli však pro jízdy do zahraničí (včetně sousedních zemí), protože nemusí být uznána podle Vídeňské úmluvy. Vídeňská úmluva totiž vyžaduje pouze uznávání registračních značek úředně přidělených vozidlu. Tato čísla však vozidlu nepřidělují úřady, ale majitel autosalonu či opravny, který je odpovědný za technickou způsobilost vozidla (protože takové vozidlo musí být způsobilé k provozu na pozemních komunikacích, ale nemusí být nutně předvedeno). Kromě jejich umístění na běžné držáky registračních značek vozidel je rovněž přípustné umístit tato „U-čísla“ pomocí magnetu na kapotu a na zadní část vozidla, např. pod zadní okno nebo zavěšená v plastovém sáčku. „U-čísla“ byla zavedena v roce 1977. Od roku 1933 do roku 1976 měly dealerské značky stejný formát jako běžné značky (bez písmene „U“), ale s červeným písmem na bílém pozadí.

### Dočasné poznávací značky

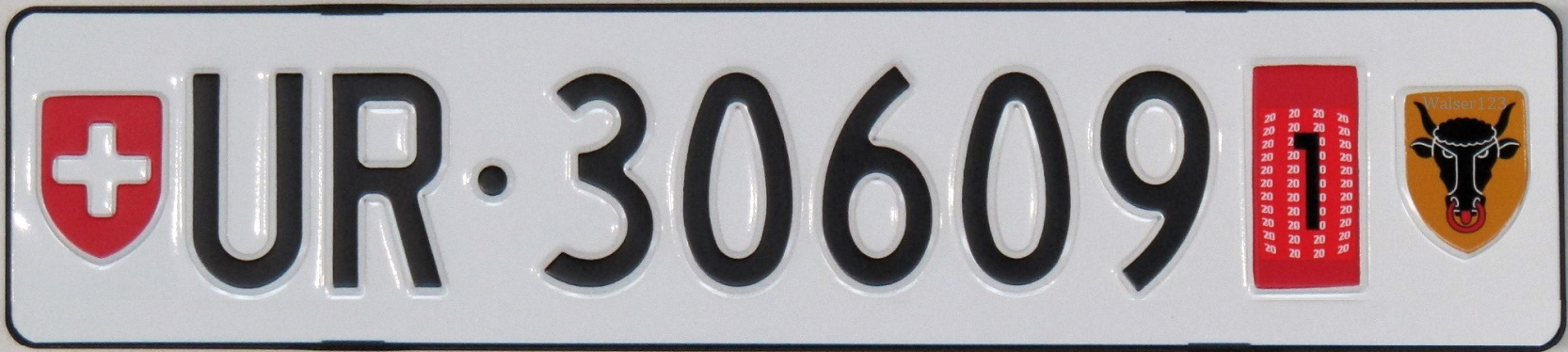
Dočasná poznávací značka (kanton Uri)

Od roku 1960 jsou zavedeny také dočasné značky. Dočasné značky se vztahují na vozidla se zaplaceným povinným ručením, která jsou z nějakého důvodu pouze dočasně registrována v kantonu, kde se nacházejí na příslušném silničním úřadě. Vedle čísla mají podlouhlou červenou nálepku, na které je několikrát velmi malým písmem vytištěn dvoumístný rok platnosti a nad ním je jasně viditelný měsíc platnosti.

### Celní poznávací značky

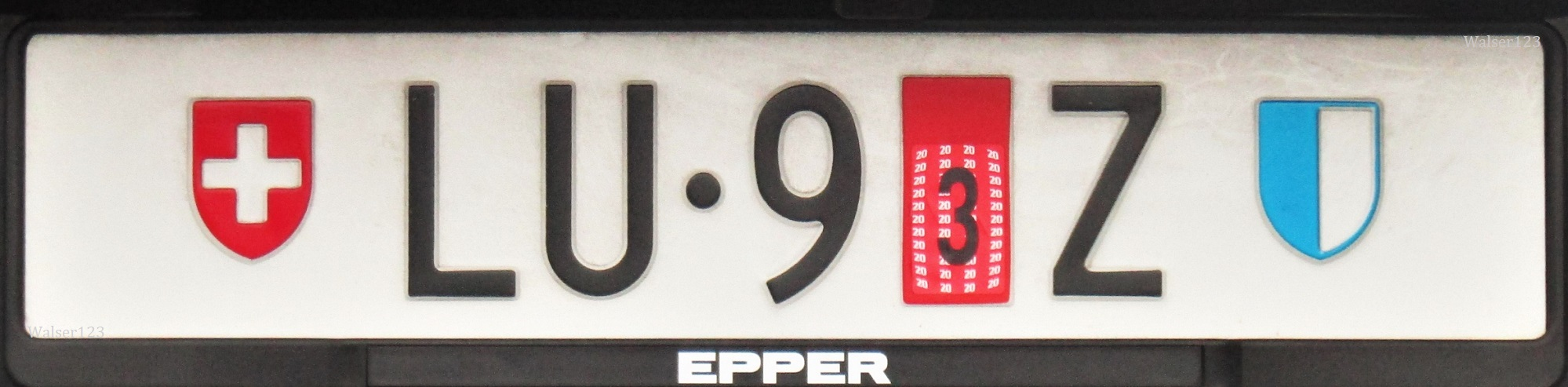
Celní poznávací značka (kanton Lucern)

Celní poznávací značky jsou určeny pro vozidla, za která se neplatí clo a která jsou dočasně provozována ve Švýcarsku. Jsou navrženy jako dočasné tabulky, ale napravo od červeného pruhu je černě vytištěno či vyraženo písmeno „Z“. Číslování celních i dočasných poznávacích značek je v jednotlivých kantonech řešeno nejednotně. Existují kantony s libovolnou číselnou řadou, která je často totožná s číselnou řadou „normálních“ tabulek. V ostatních kantonech se po uplynutí kalendářního roku opět používají tabulky od čísla 1.

### Denní poznávací značky
S jednodenní poznávací značkou je možné na švýcarském území krátkodobě a na omezenou dobu řídit neregistrované vozidlo. Platí 24, 48, 72 nebo 96 hodin. V mezinárodním srovnání odpovídají denní poznávací značky do jisté míry německým krátkodobým poznávacím značkám se žlutým pruhem.
Pro tento účel jsou určeny poznávací značky, které formátem odpovídají normálním poznávacím značkám. Ze samotné registrační značky tedy není zřejmé, zda se jedná o „normální“, nebo denní poznávací značku. Zkušené oko si však všimne, že v mnoha kantonech jsou pro tyto denní tabulky vyhrazeny zvláštní číselné řady a v závislosti na kantonu jsou tabulky již vybaveny otvory pro upevnění. Datum platnosti takové denní tabulky je uvedeno v technickém průkazu vozidla. Doklad o registraci vozidla a tabulky s registrační značkou musí být v den skončení platnosti vráceny příslušnému silničnímu úřadu. V závislosti na kantonu je lze odevzdat také na policejní stanici nebo na dopravním úřadě mimo kanton. Pozdě vrácené registrační značky zabaví policie a jejich žadateli jsou naúčtovány náklady.

## Diplomatické poznávací značky
Vozidla členů diplomatického a konzulárního sboru a některých mezinárodních organizací mají registrační značku vydanou kantonem, ve kterém se nachází velvyslanectví nebo konzulát. Jsou na něm uvedena dvě písmena „CD“ (francouzsky Corps Diplomatique), „CC“ (francouzsky Corps Consulaire) nebo „AT“ (francouzsky Personnel administratif et technique), za nimiž následuje zkratka kantonu a dvě čísla oddělená tečkou. První číslo je pořadové číslo v rámci mise nebo organizace, přičemž číslice od 1 do 5 jsou přiřazeny služebnímu nebo soukromému vozidlu vedoucího mise. Číslo za tečkou je identifikační číslo (kód) mezinárodní organizace nebo země původu diplomatické mise. Přední desky mají stejnou velikost jako zadní desky (500 × 110 mm). Jejich rozdělení je takovéto:
CD (na zeleném podkladu)

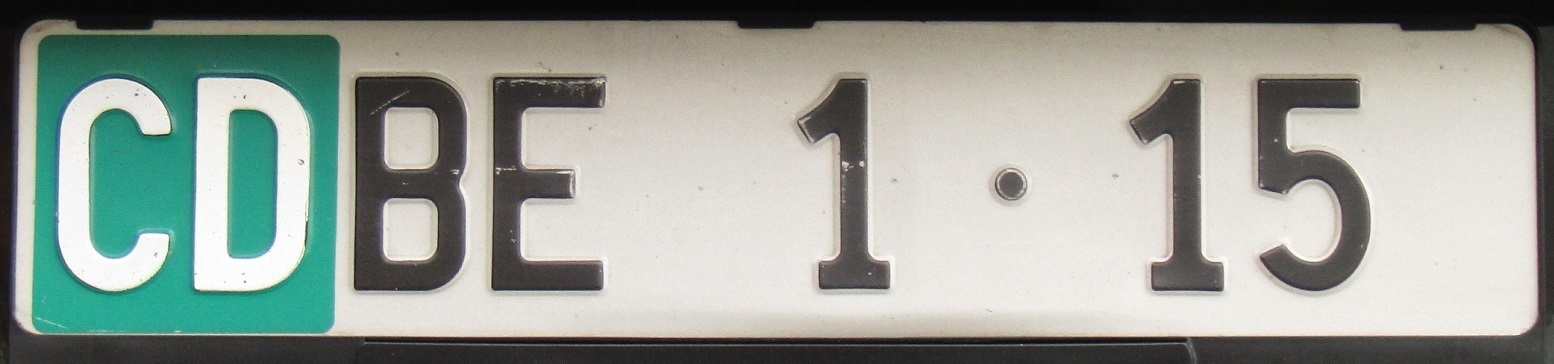
Diplomatická poznávací značka (ambasáda Lichtenštejnska)

- Služební vozy diplomatických misí v Bernu
- Soukromá vozidla diplomatického personálu těchto misí

CC

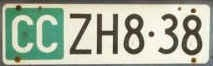
Vozidlo konzulárního úřadu

- Úřední automobily konzulárních úřadů vedené profesionálním úředníkem
- Soukromá vozidla konzulárních úředníků
- Samostatný doplňkový znak „CC“ pro maximálně jeden vůz každého čestného vedoucího konzulárního úřadu, kterému Spolková rada udělila exequatur. V takových případech musí být v technickém průkazu vozidla uvedena poznámka „schváleno se značkou CC“.

CD (na modrém podkladu)

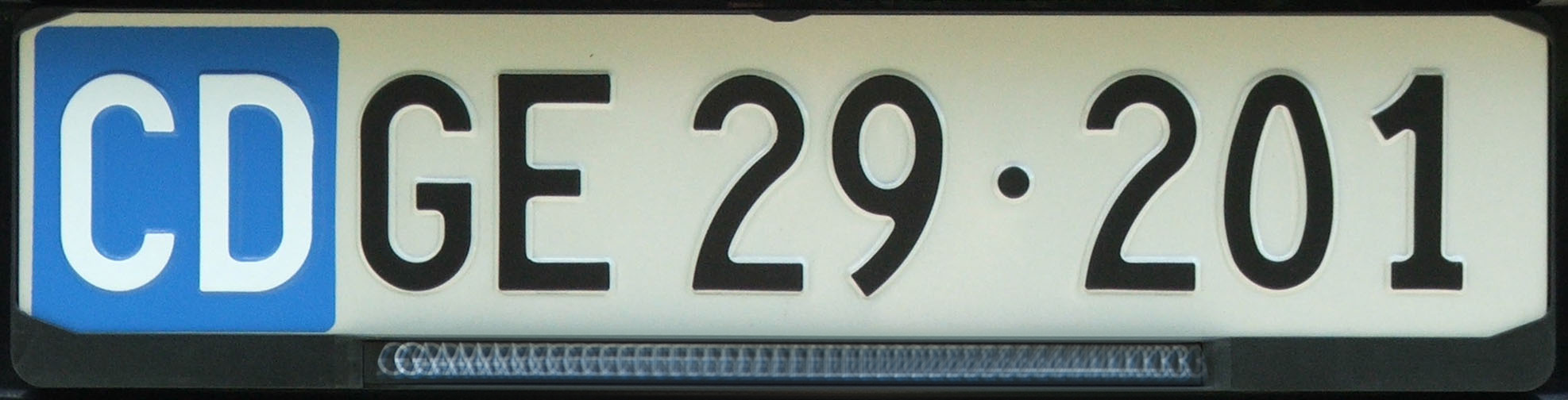
Vozidlo stálé diplomatické mise (201 – Evropská unie)

- Služební automobily stálých misí nebo jiných zastoupení při mezivládních organizacích, jakož i motorová vozidla členů diplomatického personálu těchto misí.
- Úřední vozy institucionálních příjemců, jako jsou mezivládní organizace, mezinárodní instituce, sekretariáty nebo jiné orgány zřízené mezinárodní smlouvou, nezávislé komise, mezinárodní tribunály, rozhodčí soudy a jiné mezinárodní orgány požívající výsad, imunit a výhod.
- Soukromá vozidla nejvyšších úředníků těchto institucionálních příjemců, kteří mají ve Švýcarsku diplomatický status.

AT

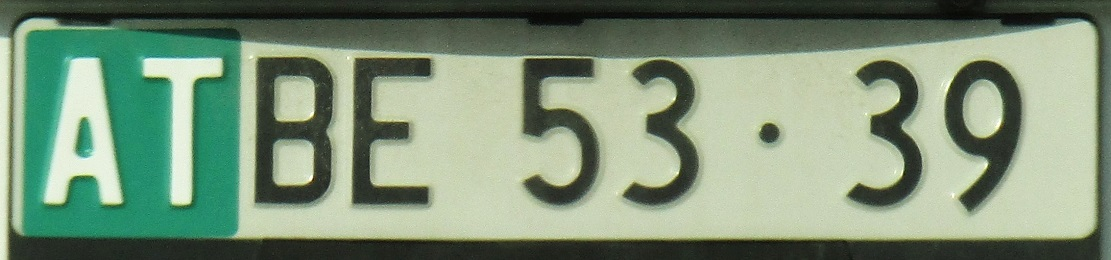
Vozidlo administrativního a technického personálu

- Soukromá vozidla administrativního a technického personálu diplomatických misí.
- Sériová čísla začínají číslem 51.

## Vojenské poznávací značky

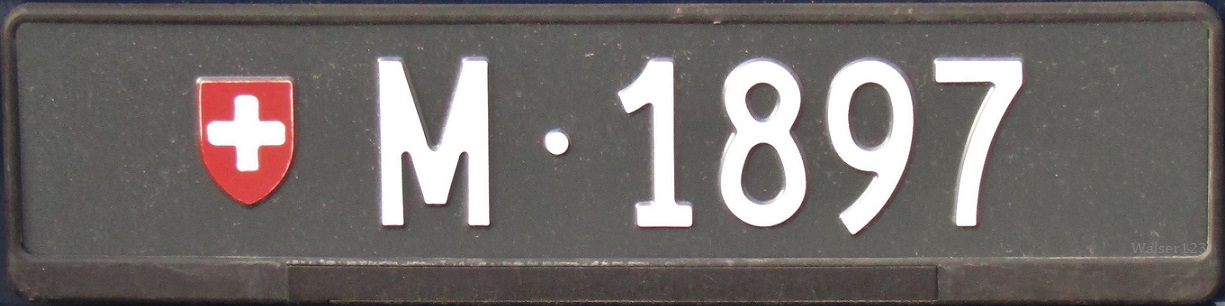
Vojenská poznávací značka pro osobní automobil

Vojenská vozidla (vozidla ozbrojených sil a administrativní vozidla ministerstva obrany), vozidla Sboru pohraniční stráže, orgánů celního vyšetřování, armády a Spolkové zpravodajské služby jsou registrována s vojenskými poznávacími značkami, vydávanými a spravovanými Úřadem pro silniční dopravu a přepravu (německy Strassenverkehrs- und Schifffahrtsamt der Armee, SVSAA).
Na vojenských poznávacích značkách je zobrazen švýcarský státní znak, za nímž následuje písmeno „M“ (zkratka pro francouzské Militaire) a číslo bílými písmeny na černém pozadí. Od roku 1925 do roku 1961 měly všechny vojenské poznávací značky dva řádky, nahoře švýcarský znak a červené písmeno „M“, dole číslo. Od roku 1961 se používají jednořádkové přední tabulky a písmeno „M“ v bílé barvě. V roce 1973 byl zaveden současný formát.
Čísla M se přidělují podle typu vozidla a jdou za sebou v řadě, např. pro vozidla Pz 87 (Leopard 2):

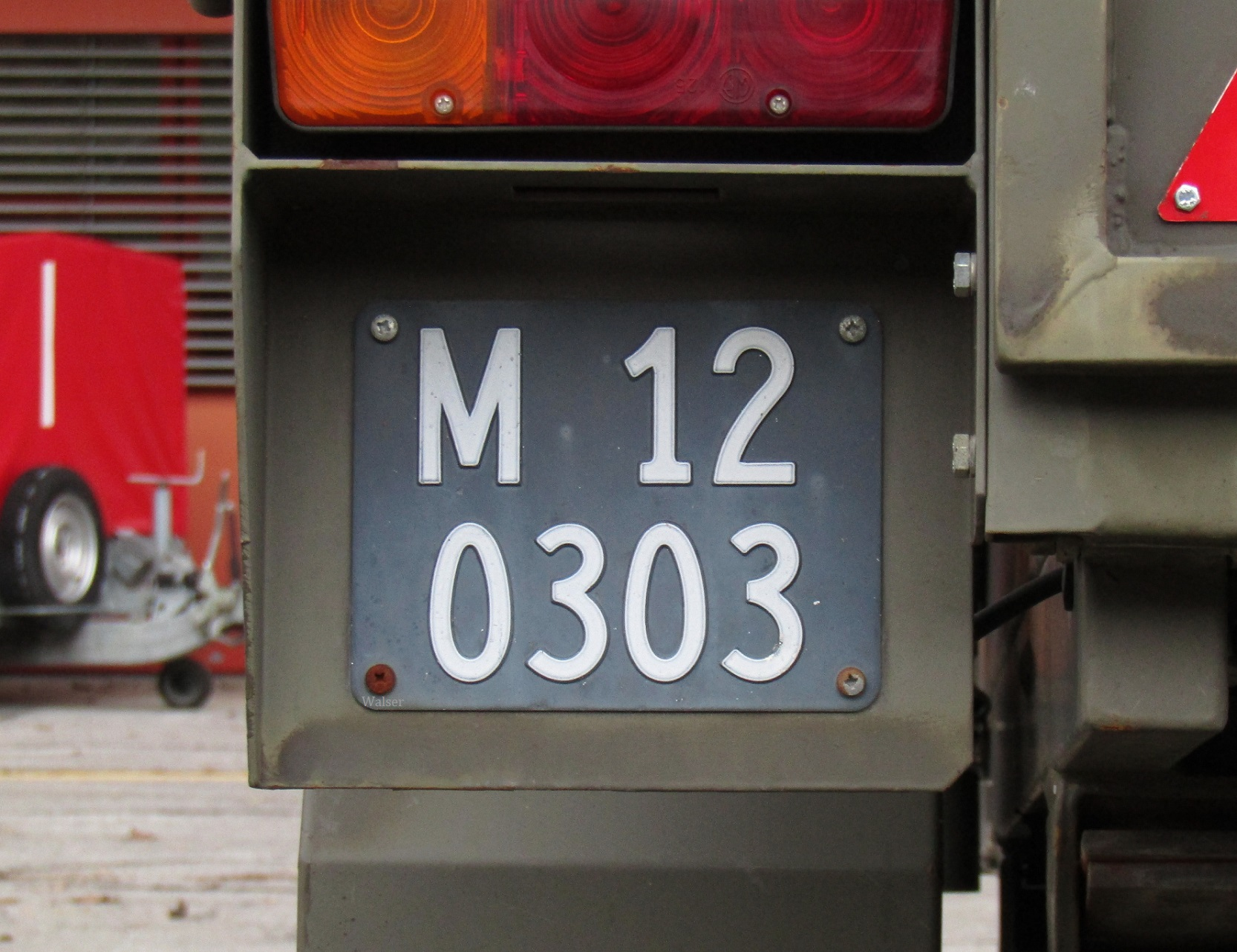
Vojenská poznávací značka ve variantě bez švýcarského státního znaku

- první série: 35 kusů: M77101 až M77135
- druhá série: 120 jednotek: M77136 až M77255
- třetí série: 225 kusů: M77256 až M77480
- vyprošťovací obrněné vozidlo typu 65: 69 kusů: M78631 až M78699

V případě prototypů se na první pozici za písmenem M používá číslo 0, a to jak u vozidel, která jsou zařazena do švýcarské armády (např. prototyp vyprošťovacího obrněného vozidla typu 65: M0870), tak u vozidel, která nebudou pořízena sériově (např. 35mm tank Flab B22L: M0888 a M0889 nebo tankový kanón 68: M0871, M0872, M0898, M0899). Tabulka vypadá podobně jako poznávací značka Lichtenštejnska, na které je však uveden knížecí znak a mezinárodní zkratka „FL“.

## Poznávací značky na přání
Ve Švýcarsku není povolena žádná varianta poznávací značky se znaky či textem na přání. Vzhledem k postupně docházejícímu počtu kombinací v některých kantonech však začalo spolkové ministerstvo dopravy v roce 2024 zkoumat možnost zavedení poznávacích značek na přání, podobně jako je tomu v jiných evropských zemích.